# Ruta Estatal de California 133
La Ruta Estatal de California 133, y abreviada SR 133 (en inglés: California State Route 133) es una carretera estatal estadounidense ubicada en el estado de California. La carretera inicia en el Sur desde la SR 1     en Laguna Beach hacia el Norte en la SR 241     cerca de Irvine. La carretera tiene una longitud de 21,9 km (13.635 mi).

## Mantenimiento
Al igual que las autopistas interestatales, y las rutas federales y el resto de carreteras estatales, la Ruta Estatal de California 133 es administrada y mantenida por el Departamento de Transporte de California (Caltrans, por sus siglas en inglés).

## Cruces
La Ruta Estatal de California 133 es atravesada principalmente por la  I 5     / San Diego Freeway en Irvine.